# Burgstall Schlossberg (Kemnath am Buchberg)
Der Burgstall Schlossberg ist eine abgegangene mittelalterliche Burganlage auf dem namengebenden Schlossberg über dem Tal des Rohrweiherbaches, einem Nebenbach der Naab. Er liegt rund 960 Meter westlich der Marienkapelle von Sitzambuch oder rund 3600 Meter südsüdöstlich von Schnaittenbach in der gleichnamigen oberpfälzischen Gemeinde in Bayern, Deutschland. Die Stelle ist als Bodendenkmal Nummer D-3-6438-0009: Mittelalterlicher Burgstall geschützt.
Über diese Burg sind keine geschichtlichen oder archäologischen Informationen bekannt. Bei einer kleineren Ausgrabung auf dem Gelände des Burgstalles durch den Heimatforscher Anton Dollacker im Jahr 1927 wurden einige mittelalterlichen Keramikbruchstücke sowie Lehmbrocken aufgefunden. Die Funde befinden sich im Museum Amberg. Die Burg wird grob auf mittelalterliche Zeitstellung datiert. Erhalten hat sich von der Anlage nur ein doppelter Ringgraben mit Zwischenwall.

## Beschreibung

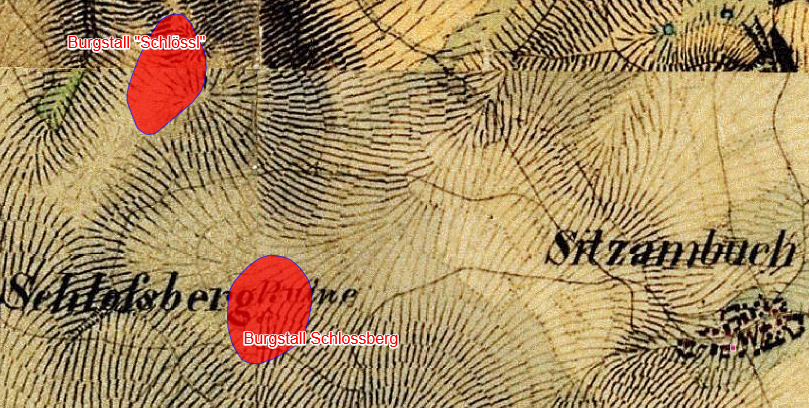
Lageplan des Burgstalls Schlossberg auf dem Urkataster von Bayern

Der Burgstall der Spornburg liegt in 593,2 m ü. NN Höhe auf einem nach Nordosten gerichteten und rund 160 Höhenmeter über der Talsohle liegenden Bergsporn, der aus einem Hang des 667 m ü. NN hohen Buchberges hervorspringt. Seine Nordostseite wird durch Steilabfall des Geländes von Natur aus gut geschützt, an der weiter ansteigenden Seite im Südwesten wurde die Anlage durch einen 15 Meter breiten und zwei Meter tiefen, etwa U-förmigen Ringgraben gesichert. Dieser Graben läuft mit beiden Enden im Steilhang aus. Diesem äußeren Graben folgt eine 15 Meter breite Erdrippe, in der sich nach Anton Dollacker Steineinbauten befinden. Anschließend folgt ein zweiter halbrunder, 10 Meter breiter und 1,5 Meter tiefer Ringgraben, der sich um den steilgeböschten Kegel der Kernburg legt. Der unregelmäßig runde Kernburghügel hat einen Durchmesser von etwa 35 Metern, seine Oberfläche ist stark zerwühlt. Es sind keine Fundament- oder sonstige Baureste erhalten.